# Festival international du film de Rome 2018
Le Festival international du film de Rome 2018, 13e édition du festival, s'est déroulé du 18 au 28 octobre 2018.

## Déroulement et faits marquants
Le film italien Il vizio della speranza de Edoardo De Angelis remporte le Prix du public.

## Sélection

### En compétition internationale
- Sale temps à l'hôtel El Royale (Bad Times at the El Royale) de Drew Goddard  États-Unis
- La Prophétie de l'horloge (The House with a Clock in Its Walls) de Eli Roth  États-Unis
- Ether de Krzysztof Zanussi  Pologne
- Il vizio della speranza de Edoardo De Angelis  Italie
- Sangre blanca de Barbara Sarasola-Day  Argentine
- Halloween de David Gordon Green  États-Unis
- Watergate - Miniserie de Charles H. Ferguson  États-Unis
- Fahrenheit 9/11 de Michael Moore  États-Unis
- Light as Feathers de Rosanne Pel  Pays-Bas
- The Old Man and The Gun de David Lowery  États-Unis
- Funan de Denis Do  Cambodge
- Correndo Atrás de Jeferson De  Brésil
- Beautiful Boy de Felix Van Groeningen  États-Unis
- An Impossibly Small Object de David Verbeek  Taïwan  Pays-Bas
- Mia et le Lion Blanc de Gilles de Maistre  France
- Si Beale Street pouvait parler de Barry Jenkins  États-Unis
- Daughters of the Sexual Revolution: the Untold Story of the Dallas Cowboy Cheerleaders de Dana Adam Shapiro  États-Unis
- Bayoneta de Kyzza Terrazas  Mexique  Finlande
- Kursk de Thomas Vinterberg  Belgique  Luxembourg
- The Little Drummer Girl de Park Chan-wook  Royaume-Uni
- Pour les soldats tombés (They Shall Not Grow Old) de Peter Jackson  Royaume-Uni  Nouvelle-Zélande
- The Hate U Give de George Tillman Jr.  États-Unis
- Back Home de Magdalena Łazarkiewicz  Pologne
- My Dear Prime Minister de Rakeysh Omprakash Mehra  Inde
- La Negrada de Jorge Pérez Solano  Mexique
- Jan Palach de Robert Sedláček  République tchèque  Slovaquie
- Millénium : Ce qui ne me tue pas (The Girl in the Spider's Web) de Fede Álvarez  États-Unis  Suède
- Stan and Ollie de Jon S. Baird  Royaume-Uni
- Hermanos de Pablo Gonzaléz  Colombie
- Green Book de Peter Farrelly  États-Unis
- Monsters and Men de Reinaldo Marcus Green  États-Unis
- Corleone, il potere e il sangue Corleone, la caduta de Mosco Levi Boucault  France
- Las niñas bien de Alejandra Márquez Abella  Mexique
- American Animals de Bart Layton  États-Unis  Royaume-Uni
- Titixe de Tania Hernández Velasco  Mexique
- Diario di tonnara de Giovanni Zoppeddu  Italie
- Before the Frost (Før frosten) de Michael Noer  Danemark
- A Private War de Matthew Heineman  États-Unis
- Three Identical Strangers de Tim Wardle  États-Unis

## Palmarès
- Prix du public : Il vizio della speranza de Edoardo De Angelis